# Julija Galysjeva
Julija Galysjeva (kasakhisk: Юлия Галышева, født den 23. oktober 1992)) er en kasakhstansk professionel freestyle skiløber, som konkurrerer i pukkelpist.
Hun vandt bronze under vinter-OL 2018 i disciplinen pukkelpist for damer.